# 2010年丹德瓦达巴士爆炸
2010年丹德瓦达公共汽车爆炸事件发生在2010年5月17日恰蒂斯加尔邦丹德瓦达县，巴士在距丹德瓦达50公里远的地方触发地雷。报道的死亡人数从31至44， 其中包括几名特别警务人员（Special Police Officers）和平民。
这是针对民用公交车的第一次纳萨尔派袭击。袭击事件发生于2010年4月的丹德瓦达袭击之后一个月。